# Matlab Dakshin
Matlab Dakshin (en bengali : মতলব দক্ষিণ) est une upazila du Bangladesh dans le district de Chandpur. En 1991, on y dénombrait 445 607 habitants.